# Esquipulas, Amatán
Esquipulas är en ort i Mexiko.   Den ligger i kommunen Amatán och delstaten Chiapas, i den sydöstra delen av landet, 700 km öster om huvudstaden Mexico City. Esquipulas ligger 357 meter över havet och antalet invånare är 174.
Terrängen runt Esquipulas är kuperad åt nordväst, men åt sydost är den bergig. Runt Esquipulas är det ganska tätbefolkat, med 70 invånare per kvadratkilometer. Närmaste större samhälle är Amatán, 5,6 km väster om Esquipulas. I omgivningarna runt Esquipulas växer i huvudsak städsegrön lövskog.